# 小別拉亞河 (伊曼德拉湖)

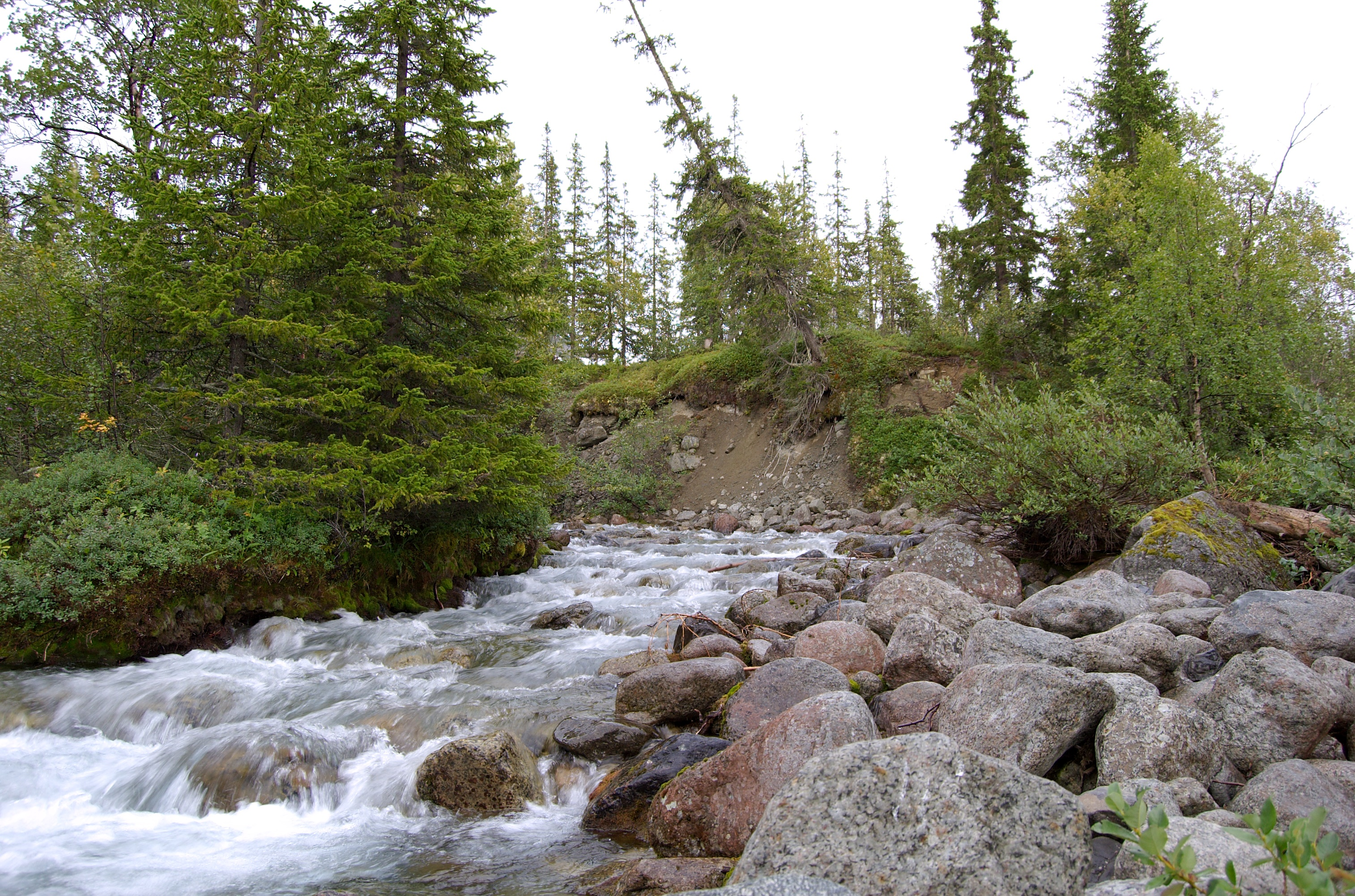

小別拉亞河（俄语：Малая Белая），是俄羅斯的河流，位於該國西北部摩爾曼斯克州，發源自希比內山脈，處於科拉半島中部，最終注入伊曼德拉湖，河道全長13公里，流域面積82.8平方公里。